# Rhaphidorrhynchium chichibuense
Rhaphidorrhynchium chichibuense är en bladmossart som beskrevs av Tarow Seki 1981. Rhaphidorrhynchium chichibuense ingår i släktet Rhaphidorrhynchium och familjen Sematophyllaceae. Inga underarter finns listade i Catalogue of Life.